# Michel Vâlsan
Michel Vâlsan (Mustafâ 'Abd al-Azîz en islam, né Mihal Vâlsan le 1er février 1907 à Brăila, Roumanie, et mort dans la nuit du 25 au 26 novembre 1974 à Antony, France) est un des fondateurs des études akbariennes en France. Ses traductions et commentaires des écrits du métaphysicien et soufi Muhyî al-Dîn Ibn 'Arabî, s'inscrivent dans la perspective d'un « redressement traditionnel du monde occidental » envisagé à partir de l'œuvre et de l'enseignement de René Guénon.

## Biographie
Employé dans le corps diplomatique roumain, il s'établit à Paris à la fin des années 1930. Sa correspondance avec René Guénon le conduit à Frithjof Schuon (Cheikh 'Îsâ Nûr al-Dîn) auprès duquel il est rattaché au soufisme sous le nom de Mustafâ 'Abd al-'Azîz, et dont il devient le représentant (muqaddam) à Paris[réf. souhaitée].
En 1950, il se sépare de Schuon car il a une autre vision de l'orthodoxie traditionnelle que celui-ci. Du fait de son indépendance, il assume dès lors la fonction de maître spirituel au sein de la Tariqa Shâdhiliyya 'Alawiyya, bien que son enseignement reste centré sur ceux d'Ibn 'Arabî et de René Guénon[réf. souhaitée].
En sa qualité de traducteur d'Ibn Arabî, il est un contributeur régulier des Études Traditionnelles, revue fondée sur l'œuvre de René Guénon, dont il est, selon Najm ad-Dîn Bammate, « le représentant le plus direct »,. Il en assume la direction littéraire de mars 1971 à octobre 1974 après en avoir été le rédacteur en chef de janvier 1961 à décembre 1970[réf. souhaitée].
René Guénon étant installé au Caire depuis 1930, il confie son mandat éditorial à Michel Vâlsan en 1945 pour la gestion de ses écrits en France[réf. souhaitée]. En 1962, Vâlsan rédige l’introduction du recueil posthume de René Guénon intitulé Les Symboles fondamentaux de la Science sacrée, publié aux Éditions Gallimard.
Un recueil regroupant une partie de ses articles a été publié sous le titre L'Islam et la fonction de René Guénon (Éditions de l'Œuvre, Paris, 1984), réédité dans une version augmentée et corrigée par les Éditions Science sacrée en 2016.

### Recueil de ses principaux articles
- L'Islam et la fonction de René Guénon, (1984) Éditions de l'Œuvre, Paris ;  édition augmentée et corrigée (2016), Éditions Science sacrée.

### Extraits traduits de l'arabe, présentés et annotés par Michel Vâlsan
- La Prière pour le Pôle (oraison), Ibn `Arabî, 1975.
- L’Épître sur l'Orientation parfaite, Sadr-ad-Dîn al-Qunâwî, 1966.
- Le livre de l'extinction dans la contemplation (Kitâbu-l-Fanâ'i fî-l-Mushâhada), Ibn `Arabî, 1961.

### Articles et comptes-rendus de Michel Vâlsan
Michel Vâlsan a publié de nombreux articles et comptes-rendus pour la revue Études traditionnelles ; les principaux ont été republiés en un volume (L'Islam et la fonction de René Guénon) et sont également accessibles en ligne sur le site de la revue Science sacrée.

### À propos de l'auteur
- Charles-André Gilis, Introduction à l'enseignement et au mystère de René Guénon, Paris, Éditions de l'Œuvre, 1986.
- Xavier Accart, L'Ermite de Duqqi, Milan, Archè, 2001.  (ISBN 88-7252-227-7).
- Muhammad Vâlsan, L'instruction ultime de Michel Vâlsan, Science sacrée, numéro 7, 2005.
- Jean-Pierre Laurant, René Guénon, les enjeux d'une lecture, Paris, Dervy, 2006, 400 p.   (ISBN 2 84454 423 1)
- Mark J. Sedgwick, Contre le monde moderne, Paris, Ed. Dervy, 2008, 396 p.
- Charles-André Gilis, L'héritage doctrinal de Michel Vâlsan, Le Turban Noir, 2009
- Patrick Ringgenberg, Diversité et unité des religions chez René Guénon et Frithjof Schuon, Paris, Ed. L'Harmattan, 2010, 384 p.
- Bisson, David, René Guénon, une politique de l'esprit, Pierre-Guillaume de Roux, Paris, 2013.  (ISBN 9-782363-710581)